# Планирање породице
Планирање породице је свесна делатност индивидуе и парова у репродуктивном добу живота којом теже, не само да регулишу број и временски распоред рађања, већ и да роде здраво дете и да квалитетно остваре све своје улоге током животног циклуса. Отуда планирање породице обухвата различите аспекте – биолошке, здравствене, демографске, социолошке, психолошке, економске, етичке, политичке, а са становишта носилаца, појављује се на три нивоа: као индивидуална пракса, као покрет друштвених група и као програм за планирање породице који доноси држава. Цивилизацијским достигнућем сматра се основно право свих парова и појединаца да слободно и одговорно одлуче о броју и размаку рађања деце као и право на информације, образовање и средства да то учине. Концепт „планирања породице” („family planning”) заменио је концепт „контроле рађања” („birth control”), као савременији и бољи, на Другој светској конференцији о становништву, која је одржана у Београду, 1965. године.
Планирање породице су од 16. века практицирали становници Ђенеа у Западној Африци. Лекари су женама саветовали да праве временске размаке између своје децу, те да их имају сваке три године, уместо превише деце пребрзо. Остали аспекти планирања породице укључују сексуално образовање, превенцију и лечење полно преносивих инфекција, саветовање пре зачећа и менаџмент, те лечење неплодности. Планирање породице, према дефиницији Уједињених нација и Светске здравствене организације, обухвата услуге које воде до зачећа. Побачај није компонента планирања породице, иако приступ контрацепцији и планирању породице смањује жељу за побачајем.
Показало се да планирање породице смањује наталитет тинејџера и наталитет неудатих жена.

## Сврхе
Амерички Центри за контролу болести (CDC) издали су 2006. године препоруку, подстичући мушкарце и жене да формулишу репродуктивни животни план, како би им помогли у избегавању нежељене трудноће, побољшали здравље жена и смањили нежељене исходе трудноће.
Одгајање детета захтева значајне количине ресурса: временских, друштвених, финансијских и еколошких. Планирање може помоћи да се осигура да су ресурси доступни. Сврха планирања породице је да се осигура да било који пар, мушкарац или жена који има дете има ресурсе који су потребни за постизање овог циља.
Не постоји јасан случај друштвеног утицаја за или против зачећа детета. Појединачно, за већину људи, рођење детета или не, нема мерљив утицај на добробит особе. Преглед економске литературе о задовољству животом показује да су одређене групе људи много срећније без деце:
- Самохрани родитељи
- Очеви који раде и одгајају децу.
- Самци
- Разведени
- Сиромашни
- Они чија су деца старија од 3 године
- Они чија су деца болесна[16]

Међутим, усвојеници и усвојитељи извештавају да су срећнији након усвајања. Усвојење такође може осигурати од трошкова пренаталног или дечјег инвалидитета који се могу предвидети пренаталним скринингом или у односу на родитељске факторе ризика. На пример, старији очеви и/или поодмакле године мајке повећавају ризик од бројних здравствених проблема код њихових потомака, укључујући аутизам и шизофренију.

### Ресурси
Када жене могу да стекну додатно образовање и плате, породице могу да уложе више у свако дете. Деца са мање браће и сестара обично остају у школи дуже од деце са много браће и сестара. Напуштање школе ради добијања деце има дугорочне импликације на будућност ових девојчица, као и на људски капитал њихових породица и заједница. Планирање породице успорава неодржив раст становништва који црпи ресурсе из животне средине, као и напоре на националном и регионалном развоју.